# Hemiancistrus subviridis
Hemiancistrus subviridis är en fiskart som beskrevs av Werneke, Sabaj Pérez, Lujan och Jonathan W. Armbruster 2005. Hemiancistrus subviridis ingår i släktet Hemiancistrus och familjen Loricariidae. Inga underarter finns listade i Catalogue of Life.